# Cheung Shue Tan
Cheung Shue Tan (kinesiska: 樟樹灘, 樟树滩) är ett berg i Hongkong (Kina). Det ligger i den norra delen av Hongkong. Toppen på Cheung Shue Tan är 223 meter över havet.
Terrängen runt Cheung Shue Tan är kuperad.  Centrala Hongkong ligger 16,0 km söder om Cheung Shue Tan. I omgivningarna runt Cheung Shue Tan växer i huvudsak städsegrön lövskog.